# University of Luzon

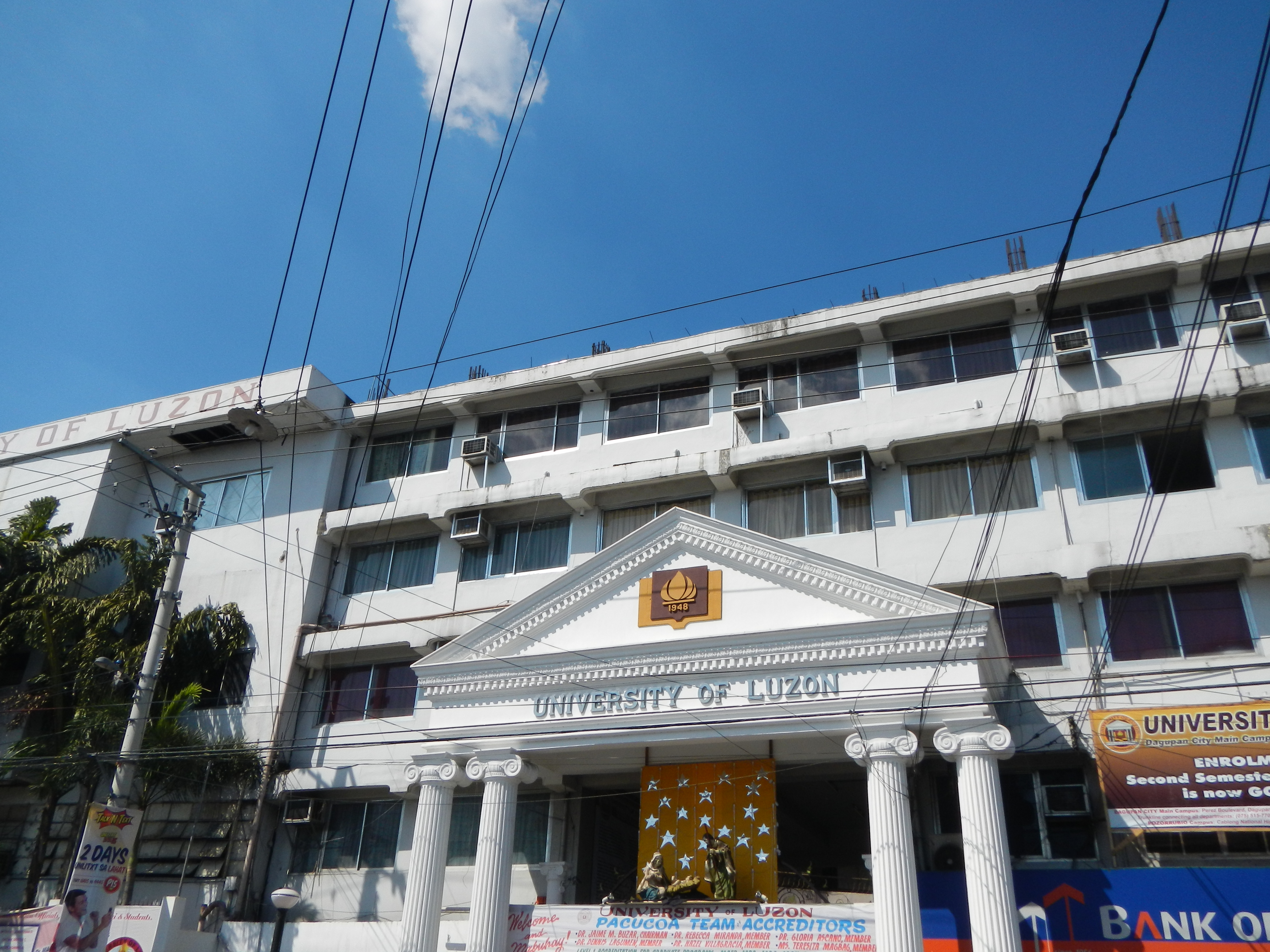
University of Luzon in Dagupan City

Die University of Luzon (LU) (Filipino: Pamantasan ng Luzon) befindet sich in der Provinz Pangasinan auf den Philippinen. Sie ist eine private Universität und gilt als eine bedeutende Bildungseinrichtung in der Verwaltungsregion der Ilocos-Region. Der Campus und der Verwaltungssitz der Universität befindet sich am Perez Boulevard in Dagupan City. Insgesamt schrieben sich seit der Mitte der 1980er Jahre pro Semester ca. 16.000 Studenten an der Universität ein. Laut der Eigenangaben der Universität gehört sie zu den Top 20 Universitäten der Philippinen.

## Programme
Die University of Luzon beherbergt  verschiedenste Fakultäten, diese sind in Hochschul- und Fachschulbereiche, sowie in der Berufsausbildung in Ausbildungsprogramme gegliedert. Dieses sind zum Beispiel die Ausbildungsprogramme in den Bereichen Elementary, Law, Nursing, Engineering, Graduate Studies, Medical Technology, Midwifery, AIMT, Criminology, Journalism, Architecture, Human Ressouses Management and Tourism, Computer Science and Pharmacy und Information Technology and Globalization. Seit dem Semester 2008/09 werden auch Fernkurse angeboten und ein elektronisches Lernsystem eingeführt. Die Universität bietet fünf Ausbildungsprogramme des Level III-A an, dieses in den Ausbildungsbereichen Criminology seit dem Jahr 2006, Teacher Education programs (Elementary Education and Secondary Education), Commerce and Liberal Arts seit dem Jahr 2007.

## Geschichte
Die Ursprünge der Universität gehen auf das Jahr 1948 zurück, als der damalige Bürgermeister von Dagupan das Konzept entwickelte eine weiterführende Schule zu eröffnen, das Luzon College of Commerce and Business Administration (LCCBA). 1952 wurde das College umbenannt in das Luzon Colleges (LC). Im Jahre 2002 wurde dem College den Status einer Universität verliehen und die University of Luzon entstand. Im Jahr 2008 wurde das College of Criminology als das erste Center of Excellence auf den Philippinen von der staatlichen Bildungsbehörde ausgezeichnet.